# Copa Intercontinental 1982
La Copa Intercontinental 1982 fue la vigésimo primera edición del torneo que enfrentaba al campeón de la Copa Libertadores de América con el campeón de la Copa de Campeones de Europa. Se llevó a cabo, por tercera vez consecutiva, en un único encuentro jugado el 12 de diciembre de 1982 en el Estadio Nacional de la ciudad de Tokio, en Japón.
La disputaron Peñarol de Uruguay, campeón de la Copa Libertadores 1982, y Aston Villa de Inglaterra, campeón de la Copa de Campeones de Europa 1981-82. Con un gol en cada mitad, el conjunto sudamericano acabó imponiéndose por 2 a 0, alcanzando su tercer título en la competición. De esta manera, Peñarol se transformaba en el primer club en la historia en consagrarse tricampeón del mundo.

## Equipos participantes
| UEFA (Europa)         |  | Aston Villa |  | Campeón de la Copa de Campeones de Europa (1981-82) |
| Conmebol (Sudamérica) |  | Peñarol     |  | Campeón de la Copa Libertadores de América (1982)   |

## Sede
| Japón               |          |
| Ciudad              | Estadio  |
| Tokio               | Nacional |
|                     |          |
| 57 363 espectadores |          |

## Ficha del partido
| 1          | POR        | Gustavo Fernández    |  |
| 4          | DEF        | Víctor Hugo Diogo    |  |
| 2          | DEF        | Walter Olivera       |  |
| 3          | DEF        | Nelson Gutiérrez     |  |
| 6          | DEF        | Juan Vicente Morales |  |
| 8          | MED        | Mario Saralegui      |  |
| 5          | MED        | Miguel Bossio        |  |
| 10         | MED        | Jair Gonçalves       |  |
| 7          | DEL        | Venancio Ramos       |  |
| 9          | DEL        | Fernando Morena      |  |
| 11         | DEL        | Walkir Silva         |  |
| Entrenador | Entrenador | Hugo Bagnulo         |  |

| 1          | POR        | Jimmy Rimmer    |  |
| 2          | DEF        | Mark Jones      |  |
| 5          | DEF        | Ken McNaught    |  |
| 4          | DEF        | Allan Evans     |  |
| 3          | DEF        | Gary Williams   |  |
| 6          | MED        | Dennis Mortimer |  |
| 7          | MED        | Dres Bremner    |  |
| 10         | MED        | Gordon Cowans   |  |
| 9          | DEL        | Peter Withe     |  |
| 8          | DEL        | Gary Shaw       |  |
| 11         | DEL        | Tony Morley     |  |
| Entrenador | Entrenador | Tony Barton     |  |

| Anotado | 27' | Jair Gonçalves (TL) | 1:0 |
| Anotado | 68' | Walkir Silva        | 2:0 |

| Árbitro | Luis Paulino Siles Calderón |

| 1          | POR        | Gustavo Fernández    |  |
| 4          | DEF        | Víctor Hugo Diogo    |  |
| 2          | DEF        | Walter Olivera       |  |
| 3          | DEF        | Nelson Gutiérrez     |  |
| 6          | DEF        | Juan Vicente Morales |  |
| 8          | MED        | Mario Saralegui      |  |
| 5          | MED        | Miguel Bossio        |  |
| 10         | MED        | Jair Gonçalves       |  |
| 7          | DEL        | Venancio Ramos       |  |
| 9          | DEL        | Fernando Morena      |  |
| 11         | DEL        | Walkir Silva         |  |
| Entrenador | Entrenador | Hugo Bagnulo         |  |

| 1          | POR        | Jimmy Rimmer    |  |
| 2          | DEF        | Mark Jones      |  |
| 5          | DEF        | Ken McNaught    |  |
| 4          | DEF        | Allan Evans     |  |
| 3          | DEF        | Gary Williams   |  |
| 6          | MED        | Dennis Mortimer |  |
| 7          | MED        | Dres Bremner    |  |
| 10         | MED        | Gordon Cowans   |  |
| 9          | DEL        | Peter Withe     |  |
| 8          | DEL        | Gary Shaw       |  |
| 11         | DEL        | Tony Morley     |  |
| Entrenador | Entrenador | Tony Barton     |  |

| Anotado | 27' | Jair Gonçalves (TL) | 1:0 |
| Anotado | 68' | Walkir Silva        | 2:0 |

| Árbitro | Luis Paulino Siles Calderón |

|                    |
| Bandera de Uruguay |
| Campeón Peñarol    |
| 3.er título        |